# ABF-kören i Mjölby
ABF-kören var en kör i Mjölby mellan 1950 och 1965. Kören var ansluten till Arbetarnas bildningsförbund.

## Historik
ABF-kören bildades i september 1950 på initiativ av Elis Lifh och hade då 17 medlemmar. Vid slutet av året hade man 31 medlemmar. Körens första styrelse bestod av ordförande Elis Lifh, kassör Einar Karlsson och sekreterare Siri Johansson. Körens förste dirigent blev dansken Ponsing. Efter honom blev pianoläraren Erik Palmqvist i Skänninge dirigent. Kören framträdde första gången offentligt under Palmqvists ledning. Senast 1956 blev Reinhard Zakrsowski ny dirigent för kören. Nästa dirigent blev kantor Ragnar Eklöv i Appuna församling. Senast 1962 blev musikkonsulent Per-Ove Birgersson från Motala ny dirigent för kören. Under hans ledning hade man ett samarbeta med Motala orkesterförening och deras dirigent Morgan Lundin. Under körens sista år var Siv Rystadius dirigent för kören. 1965 lades kören ner.
Under 1950-talet gjorde kören sommarutflykter tillsammans med deras familjer. Bland annat gjorde man en utflykt till Sommen med S/S Boxholm II:an och en utflykt över Vättern till Hjo. 1964 besökte kören Mjölbys vänort Hankasalmi i Finland tillsammans med Mjölby ungdomsmusikkår.

## Konserter
Kören framträdde både i Mjölby och omkringliggande orter.
- 22 april 1956 - Vårkonsert i Centralskolans samlingssal, Mjölby. Systrarna Kåhlin medverkar och Bengt Palmqvist var pianist.[1]
- 8 maj 1962 - Vårkonsert "Från vårvisa till symfoni" i Läroverkets aula, Mjölby. Tillsammans med Motala orkesterförening och Morgan Lundin.[1]